# Heinrich Brummack
Heinrich Brummack (* 19. Januar 1936 in Treuhofen; † 21. Februar 2018 in Schwäbisch Hall) war ein deutscher Bildhauer und Hochschullehrer.

## Leben
Heinrich Brummack wurde in Treuhofen im Landkreis Weststernberg geboren. Er absolvierte eine Ausbildung als Ziseleur in Iserlohn. An der Hochschule für Bildende Künste in Berlin studierte er von 1956 bis 1964 Bildhauerei bei Hans Uhlmann und Paul Dierkes sowie 1959 und 1960 an der Académie de la Grande Chaumière in Paris bei Ossip Zadkine.
1966 erhielt er den Villa-Massimo-Preis Rom und 1969 den Villa-Romana-Preis Florenz. An der documenta 8 1987 in Kassel nahm er mit der Skulptur Eine Skulptur heiratet teil.
Brummack lehrte seit 1982 Plastisches Gestalten und Design am Fachbereich Design der Fachhochschule Münster. Er lebte und arbeitete bis 2011 in Westerkappeln, seit 2011 in Schwäbisch Hall.
Brummack stellte seine Arbeiten in einer Vielzahl von Einzelausstellungen aus.

## Werksübersicht (Auswahl)

### Werke im Öffentlichen Raum
Zu Brummacks Werken im Öffentlichen Raum gehören:
- die Skulptur Krummstab, die sich am Waldskulpturenweg Wittgenstein–Sauerland befindet.
- Für die Künstler-Nekropole im Stadtteil Harleshausen in Kassel schuf er aus Granit ein Grabmonument, das zugleich als Vogeltränke dient. Die dort vertretenen Künstler, allesamt documenta-Teilnehmer, verpflichteten sich zu Lebzeiten, sich in der Nekropole beisetzen zu lassen.
- Die Skulptur Auf- und Abwärts aus dem Jahr 1981 steht in Soest an exponierter Stelle direkt neben dem Museum Wilhelm Morgner.
- In Kassel steht der Marktbrunnen am Wehlheider-Platz. Im Skulpturenpark Im Tal im Westerwald befindet sich die Doppelskulptur Ort der Harmonie von 1986/1987.
- Am ersten gesamtdeutschen Skulpturenprojekt Gotha beteiligte sich Brummack mit der Plastik Hasenpforte, die 1992 im Innenhof von Schloss Friedenstein errichtet wurde und jetzt in einer Grünanlage in der Gothaer Innenstadt steht.[2]
- In Osnabrück in Niedersachsen wurde Brummacks Skulptur (Angelnder) Stadt-Hase (1999) aus Sandstein und bemaltem Metall auf einem Doppel-T-Industrieeisenträger an der Hase aufgestellt. In der Stadt befinden sich weitere seiner Arbeiten im Öffentlichen Raum. In seinem Wohnort Westerkappeln nahe Osnabrück steht im Ortskern der Brunnen mit Hase und Blumen.
- In Berlin befinden sich neben anderen Arbeiten
  - sein Wolkentor am Flughafen Tegel und
  - der Nicht-Geburtstagsbrunnen in Berlin-Kreuzberg.
- Der Birthday table steht in Osaka (Japan) und der Golden Stone of Nykosia in Nikosia auf Zypern.
- Im Skulpturengarten rund um das Carmen Würth Forum in Künzelsau-Gaisbach sind das Tor mit goldenem Stein (1989), die Wegskulptur Schaf und Ziege (1998), der Pandora-Tempel (2002/2003) und das Blumenportal (2003) zu sehen.[3]

Bildbeispiele von Brummacks Werken

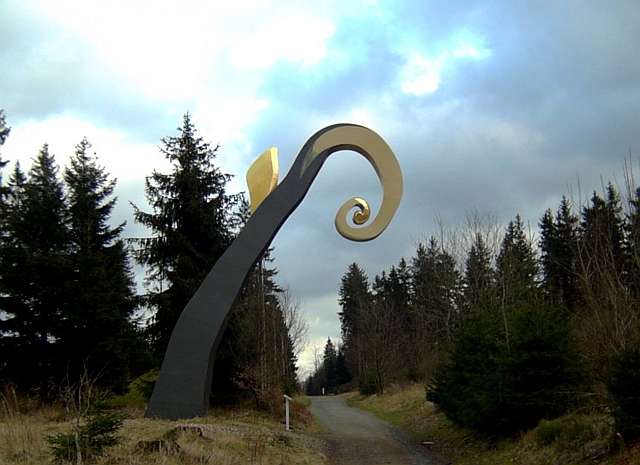
Krummstab am Waldskulpturenweg Wittgenstein–Sauerland
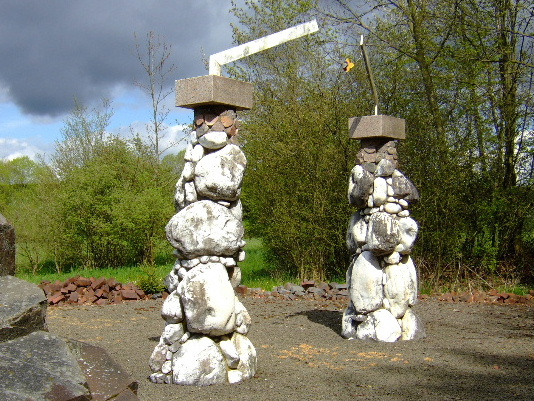
Ort der Harmonie (1986/7), Im Tal Hasselbach (Westerwald)
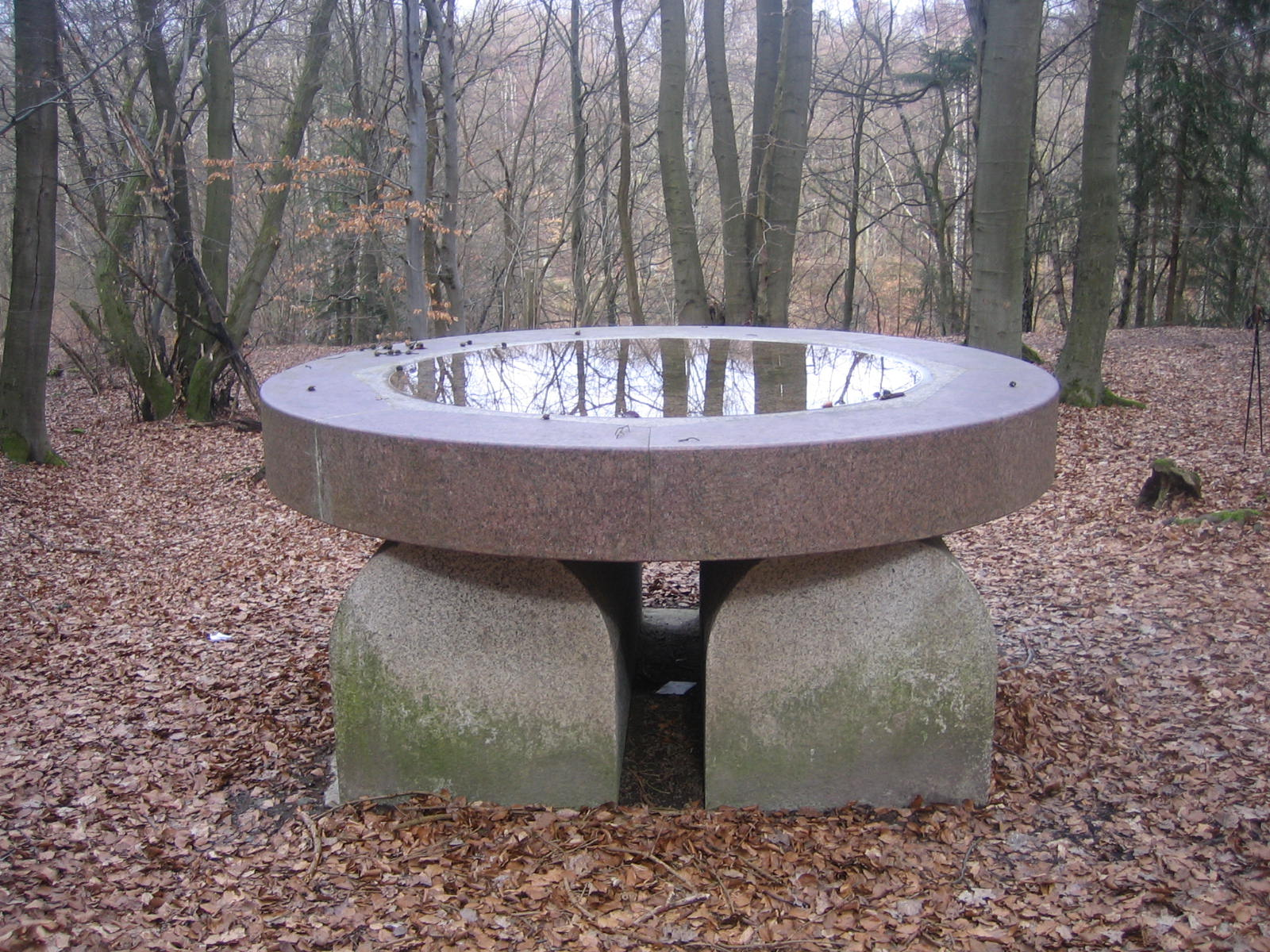
Vogeltränke (1997) in der Künstler-Nekropole Kassel
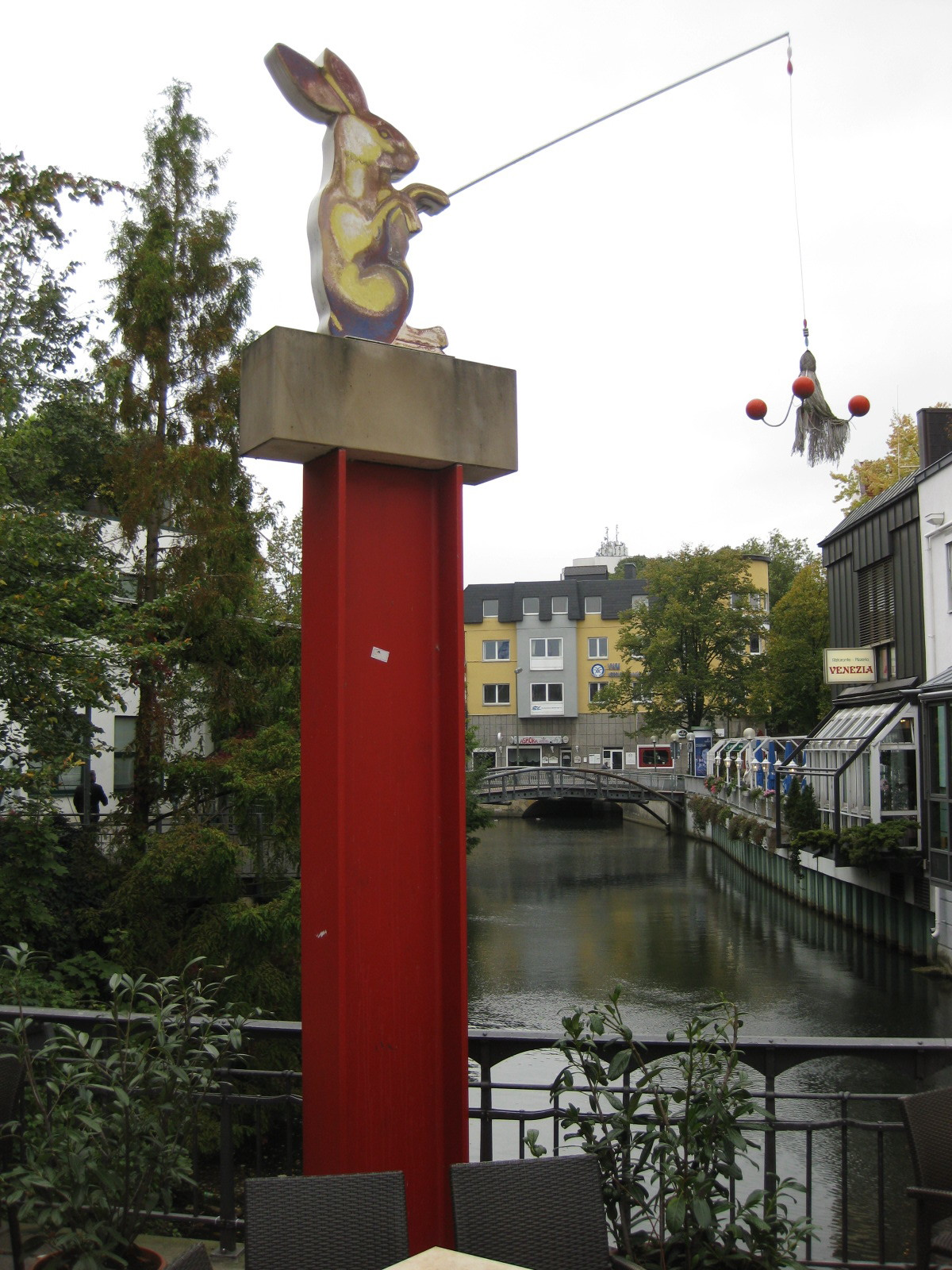
(Angelnder) Stadt-Hase (1999) in Osnabrück
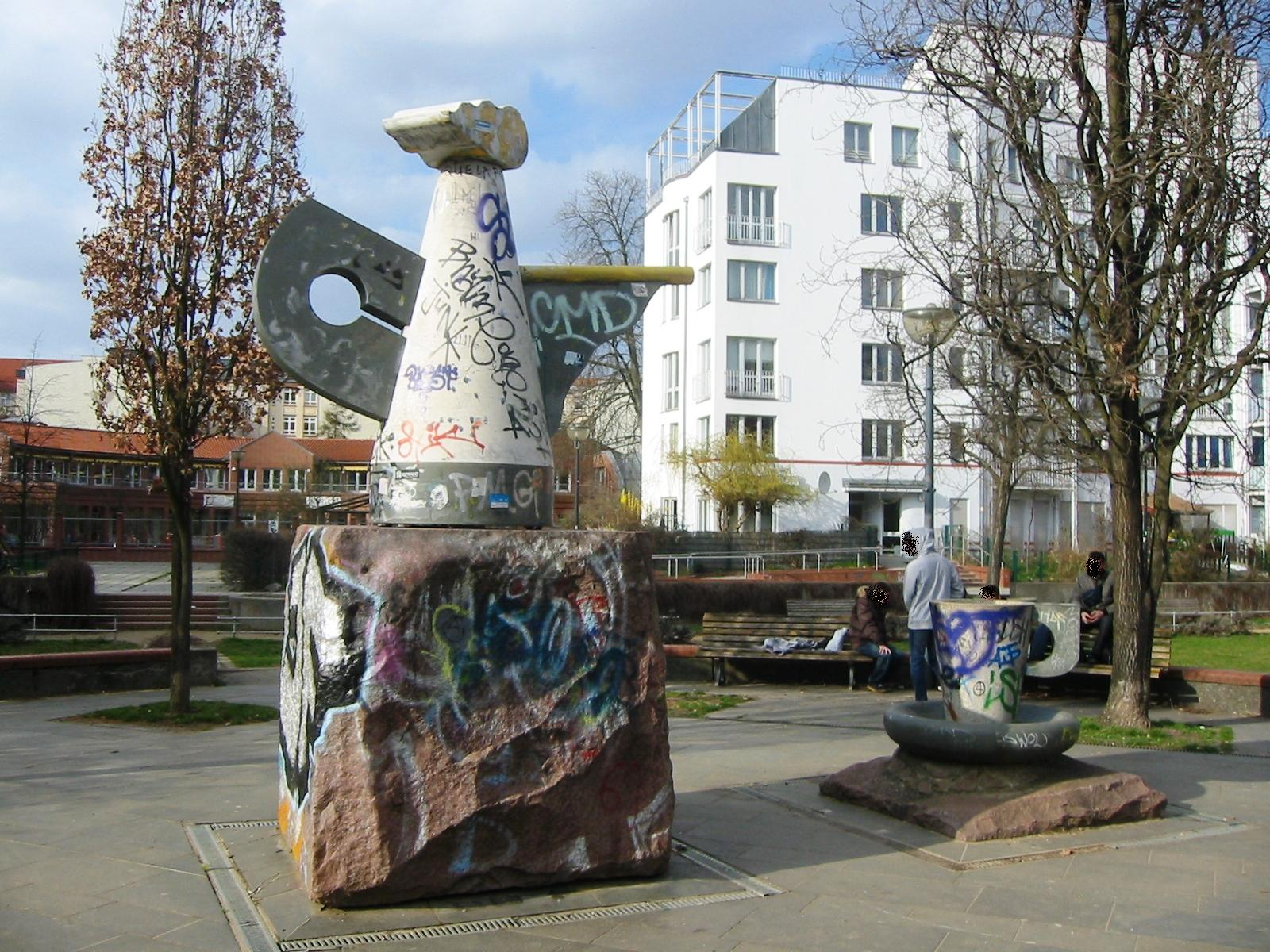
Nicht-Geburtstags-Brunnen in Berlin-Kreuzberg
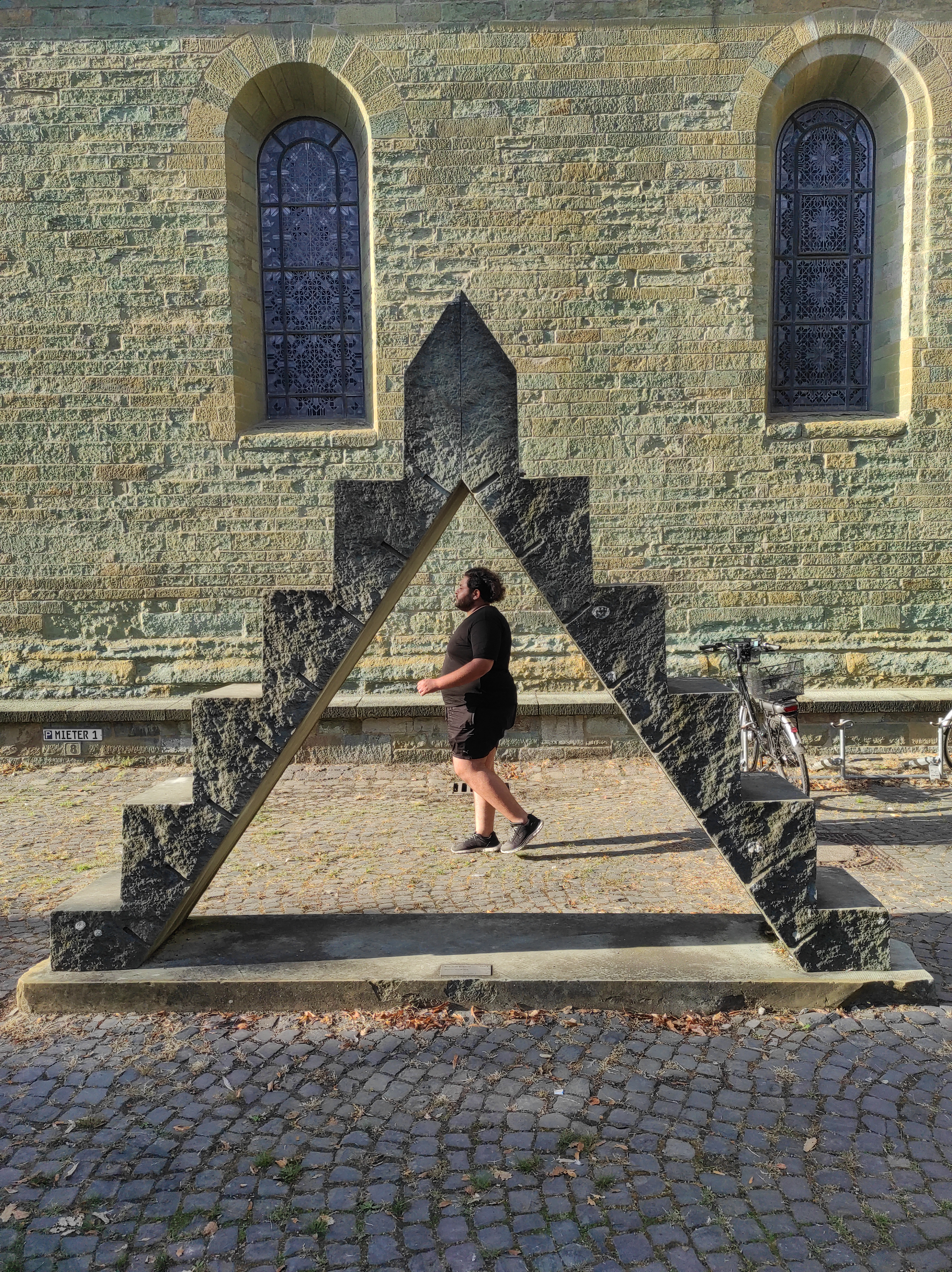
Auf- und abwärts in Soest (1981)

### Werke in Sammlungen
Brummack ist mit seinen Arbeiten in privaten und öffentlichen Sammlungen sowie in Museen vertreten. Dazu gehören Werke in der Neuen Nationalgalerie in Berlin, im Duisburger Lehmbruck-Museum, im Museum für Kunst und Gewerbe in Hamburg, in der Neuen Galerie in Kassel, im privaten Museum Würth in Künzelsau oder im Katsumi Kawamura Museum in Tokio (Japan).

### Sonstiges
- Entwurf der Einrichtung der Kinderbibliothek in der Kölner Zentralbibliothek, eröffnet 1979. Brummack befragte im Vorfeld Kinder einer Montessori-Schule nach ihren Vorstellungen.[4][5]
- Gestaltung der KVB-Haltestelle Akazienweg, Köln-Ehrenfeld; eröffnet 1992, Architekt: Jochen Scharf[6]